# Académie de chant de Berlin
L'Académie de chant de Berlin (Sing-Akademie zu Berlin en allemand), fondée en 1791 par Carl Friedrich Christian Fasch, est un des plus anciens chœurs mixtes au monde. Son nom est lié à la redécouverte de l'œuvre de Jean-Sébastien Bach au XIXe siècle. L'académie de chant désigne également le bâtiment, situé derrière la Neue Wache, construit en 1827 pour ses représentations. Il a notamment servi de siège à l'assemblée nationale prussienne durant la révolution de mars 1848. Il est ensuite fortement endommagé par un bombardement en 1943. Il abrite par la suite le théâtre Maxime-Gorki. Ce n'est qu'en 2012, qu'il est restitué à l'association de l'académie de chant. En plus de ses fonctions d'académie musicale, elle possède une archive rassemblant de nombreuses partitions du XVIIIe siècle et XIXe siècle. Celle-ci a été perdue entre 1945 et 1999, lorsque Christoph Wolff la retrouve à Kiev. Elle a été ensuite restituée à l'Allemagne. Elle est dirigée en 2014 par Kai-Uwe Jirka (de) de l'université des arts de Berlin.

## Histoire

### Fondation

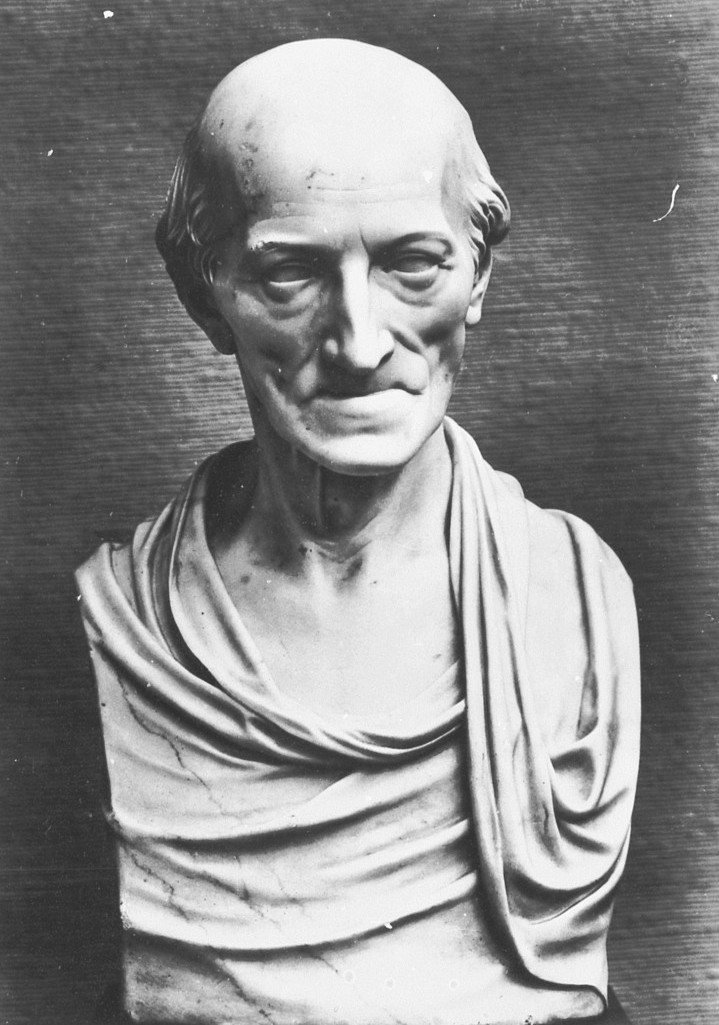
Buste de Carl Friedrich Christian Fasch, mécène de l'académie de chant de Berlin, de Gottfried Schadow

L'académie de chant est fondée le 24 mai 1791 par Carl Friedrich Christian Fasch, claveciniste de Frédéric II de Prusse. Il en est son premier directeur. Le chœur compte alors 28 membres.
Il est tout d'abord connu pour son chant a cappella qui est alors à la mode. Il s'agit d'un des premiers chœurs où hommes et femmes sont présents.
Le nombre grandissant de membres fait que les salles privées, utilisées alors pour les répétitions, ne sont plus assez grandes. Fasch demande donc au ministre l'autorisation d'utiliser la salle de l'Académie des arts de Berlin. Le chœur peut y répéter pour la première fois le 5 novembre 1793. À partir de cette date, le chœur se fait nommer académie de chant. À partir de 1794, Fasch se consacre intensivement à l'étude de Jean-Sébastien Bach. L'académie obtient rapidement une renommée dépassant les frontières de Berlin. Ainsi Joseph Haydn ou Ludwig van Beethoven, de passage à l'académie en 1776, composent pour elle.
À la mort de Fasch, le 3 août 1800, le chœur compte 137 membres.

### Développement
Carl Friedrich Zelter succède à Fasch au poste de directeur. En 1807, il crée une école de musique et permet à un orphéon de s'y former. Un des premiers chœurs masculins de l'histoire allemande. En 1817, Zelter utilise le droit de coopération nouvellement acquis et inscrit l'académie dans les registres du ministère de l'intérieur. Elle fait donc dès lors partie des institutions musicales prussiennes. Toujours sous sa direction, la construction d'un nouveau bâtiment près d'Unter den Linden est décidée en 1827.
Au XIXe siècle, l'académie permet à la société bourgeoise d'avoir accès à la musique sacrée en dehors des églises. Le 11 mars 1829, elle interprète ainsi la Passion selon saint Matthieu de Jean-Sébastien Bach pour la première fois depuis sa. Cette représentation, dirigée par Felix Mendelssohn, est une étape importante dans le processus de reconnaissance du compositeur allemand. Le clavecin qui a probablement été utilisé par Felix Mendelssohn ce jour-là, et qui appartenait à Zelter, est exposé au musée instrumental de l'académie.

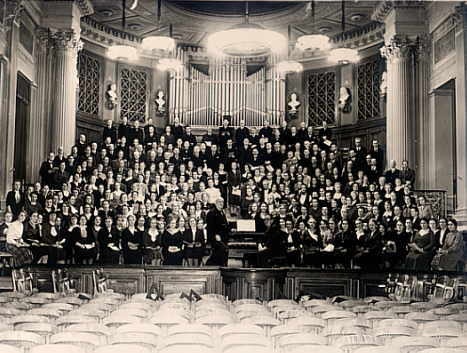
L'académie dirigée par Georg Schumann derrière la Neue Wache en 1940

Le répertoire évolue peu dans la seconde partie du siècle. Ce n'est que sous la direction de Georg Schumann au début du XXe siècle, que le chœur commence à chanter de la musique moderne.

### Renommée internationale
Schumann transforme le chœur en une institution de tout premier rang qui, en plus de ses concerts dans sa salle de Berlin, réalise de nombreux voyages en Allemagne et en Europe. Il devient avec l'orchestre philharmonique de Berlin, avec qui il se produit régulièrement, l'un des principaux ambassadeurs de l'Allemagne sur la scène musicale internationale.

### Représentations à l'étranger avant la Seconde Guerre mondiale

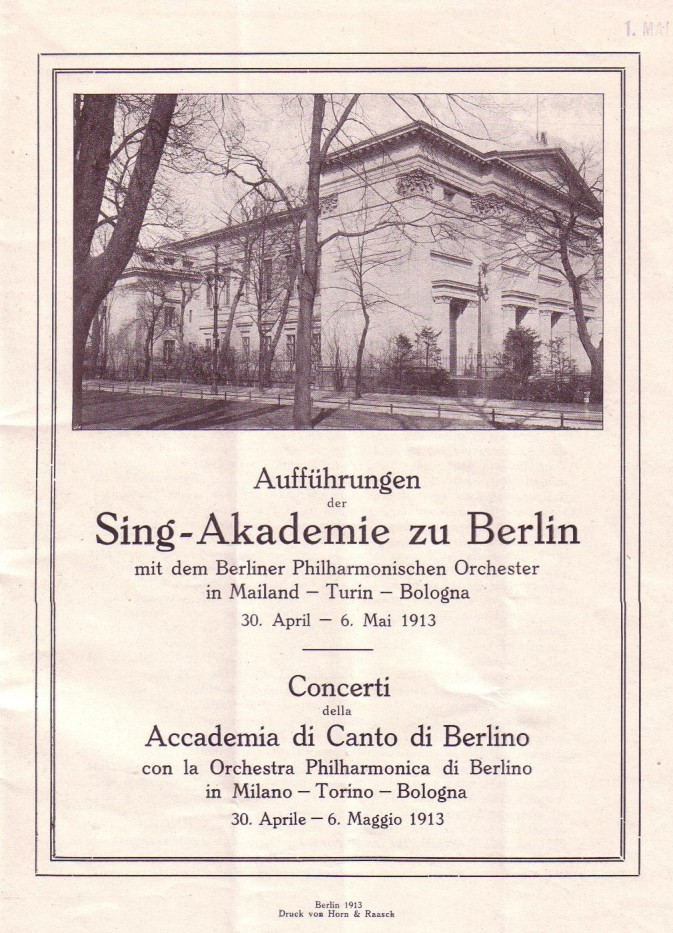
Concert en Italie avec l'orchestre philharmonique de Berlin en 1913

Liste non exhaustive de représentations à l'étranger de l'académie de chant avant la Seconde Guerre mondiale :
- Avril et mai 1913 : concerts à Milan, Turin et Bologne avec l'orchestre philharmonique de Berlin ; les passions de Jean-Sébastien Bach y sont joués, tout comme le Requiem allemand de Johannes Brahms. C'est le premier voyage en Italie du chœur.
- Octobre 1926 : concerts à Prague, avec l'orchestre philharmonique tchèque, à Brünn et Vienne, avec l'orchestre symphonique de viennois, et à Budapest ; la Messe en si mineur de Jean-Sébastien Bach, Missa solemnis  de Ludwig van Beethoven et Israël en Égypte de Georg Friedrich Haendel y sont joués.
- Mai 1927 : concert avec l'orchestre de la scala à Milan ; la Messe en si mineur et Israël en Égypte font partie du programme.
- Octobre 1930 : concerts à Stockholm, Oslo, Göteborg et Copenhague ; le programme est le même qu'à Milan.
- Avril 1935 : concert à Copenhague ; la Passion selon saint Jean et Israël en Égypte sont interprétés.
- Mars 1939 : concerts à Rome, Naples, La Fenice à Venise, au Palazzo Vecchio de Florence et à Bologne ; Messe en si mineur, Passion selon saint Matthieu, de Bach, ainsi que les Die Jahreszeiten de Joseph Haydn sont joués. Les six concerts se déroulent en douze jours.

### Le chœur pendant la Seconde Guerre mondiale et renouveau
La Seconde Guerre mondiale cause la destruction du bâtiment occupé par l'académie. Le partage de Berlin vient porter un second coup à l'institution et à ses capacités financières. Georg Schumann réussit sous le Troisième Reich à libérer l'académie des griffes de Joseph Goebbels, le ministre de la Propagande. En échange, elle est rattachée à l'Académie des arts de Berlin. Ce fait d'armes permet à l'institution d'éviter l'interdiction des alliés après la guerre, destin commun à quasiment toutes les associations. L'académie a donc eu une existence ininterrompue depuis sa création, les répétitions et les concerts ayant lieu malgré le conflit. Le 14 avril 1945, peu avant l'entrée de l'Armée rouge dans la ville, le chœur donne avec l'orchestre philharmonique un concert dans la salle Beethoven, épargnée de la destruction, et joue le Requiem allemand de Brahms. Les concerts suivants ont lieu les 21 et 24 novembre 1945 à l'opéra de la ville. La Messe en si mineur y est dirigée par Georg Schumann.

### Renouveau musical et création d'une seconde académie
En 1950, Mathieu Lange (de) devient le nouveau directeur de l'académie. Il continue à faire jouer au chœur du Bach mais en le présentant d'une manière différente. Privilégiant le baroque italien, Vespro della Beata Vergine de Claudio Monteverdi est joué pour la première fois en Allemagne, tout comme les messes d'Alessandro Scarlatti et Antonio Caldara. Sous sa direction, le chœur interprète également toute une série d'œuvres de Joseph Haydn. Il s'intéresse tout particulièrement aux jeunes compositeurs du XIXe siècle et fait jouer Puccini et un Te Deum de Georges Bizet. Des morceaux plus modernes sont également joués comme la Symphonie de Psaumes de Stravinsky et Muses siciliennes de Hans Werner Henze pour les 175 ans du groupe de musique en 1966.
Avec la construction du mur de Berlin en 1961, les membres du chœur résidant à Berlin-Est se voient refuser le passage. Le chef d'orchestre Helmut Koch (de) fonde en réaction une seconde académie en 1963. Elle porte le même nom, malgré les protestations venant de l'Ouest, et joue au Konzerthaus de Berlin. En 1964, l'académie de Berlin-Ouest prend son siège à la Philharmonie de Berlin qui vient d'être achevée.

### Histoire récente
Le chef d'orchestre et compositeur Hans Hilsdorf (de) succède à Lange à la direction de l'institution en 1973. Il élargit le répertoire dans toutes les directions : il fait donner des œuvres de Stabat Mater, Francis Poulenc, Gioachino Rossini, Antonín Dvořák ou Zoltán Kodály. Des compositeurs plus modernes comme Bernd Alois Zimmermann, Hans Gál, Nikolai Badinski, Helge Jörns (de) sont aussi chantés. En 1983, Das Augenlicht d'Anton Webern est présentée. En 1991, l'académie fête ses deux cents ans par un concert à l'opéra allemand de Berlin et un autre devant leur ancienne salle derrière la Neue Wache.
L'académie tente depuis de combiner musique ancienne et moderne. En 1999, quand Hilsdorf s'éteint, il laisse derrière lui une situation difficile. Le chœur n'a pas d'avis commun concernant la réunification de l'académie de l'est avec celle de l'ouest. La direction artistique est également sujet de disputes. La succession est par ailleurs longue à venir. Des directeurs par intérim dirigent les répétitions et les concerts.
En septembre 2002, Joshard Daus (de) prend la direction artistique et crée une coopération étroite à l'EuropaChorAkademie (de). Au niveau musical, les Passions de Carl Philipp Emanuel Bach sont jouées pour la première fois. Un chœur de chambre est également fondé pour jouer certaines œuvres provenant des archives.
En décembre 2005, il quitte la direction de manière amiable. Kai-Uwe Jirka (de) reprend la direction du chœur durant l'été 2006. Une coopération avec l'université des arts de Berlin commence alors. L'académie sert donc dorénavant aussi à former des chefs de chœur. Le nouvel ensemble joue pour la première fois le 26 novembre 2006. Le programme contient des cantates méconnues d'Anton Eberl avec pour thème la mort de Mozart, ainsi que de la musique a-capella typique des débuts de l'académie. L'académie crée une section pour les enfants et les adolescents, dénommée Benevoli, et orphéon.

## Salle de concert

### Plans de Schinkel
En 1821, après que le roi a attribué un terrain pour l'érection d'un bâtiment pour l'académie de chant près de la Neue Wache, l'architecte Karl Friedrich Schinkel, ami de Zelter, dessine des esquisses. Il présente un bâtiment à deux étages. La salle de concert est légèrement surélevée par rapport au sol et non pas souterraine. Le fronton grec doit montrer une lyre avec des volutes en forme de poisson et des cygnes.

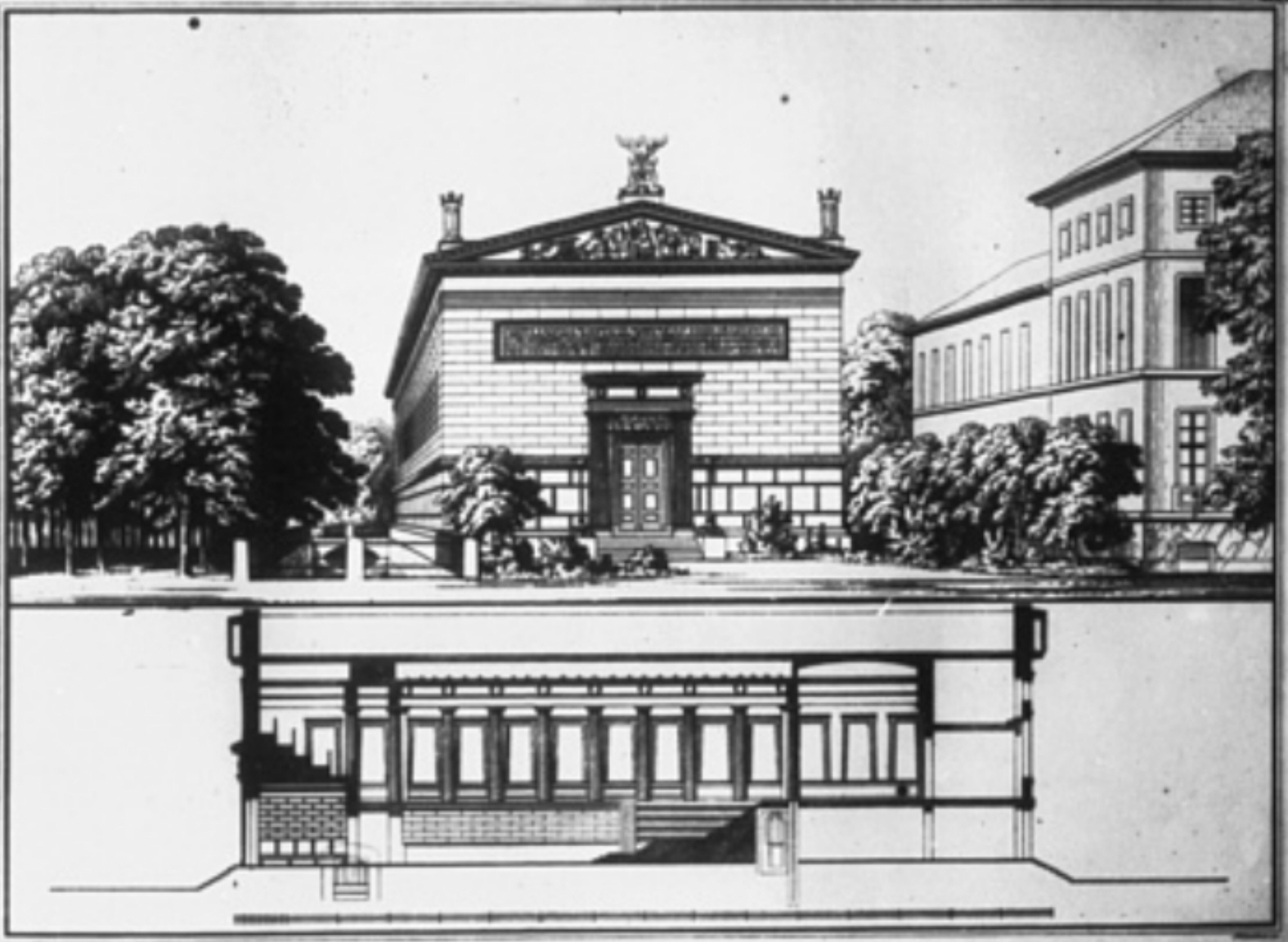
Esquisse de l'académie de chant de Schinkel qui n'est pas réalisée de 1821

La salle a deux étages, un piédestal fait le tour de la salle du rez-de-chaussée. Des colonnes doriques doivent dominer la décoration intérieure du premier étage. Sur les côtés, derrière ces colonnes, deux galeries laissent la place à une rangée assise. Au centre, se trouvent cinq rangés qui prennent place. Derrière la scène, une petite salle de taille variable permet aux chanteurs de s'exercer et permet également les représentations hivernales.
Les plans de Schinkel sont refusés pour des questions de coût. En 1812, ce dernier avait déjà présenté des plans pour l'académie des arts cette fois-ci, qui avaient été recalés quelque peu violemment pour cause de manque de place.

### Plans d'Ottmer et construction
L'architecte Carl Theodor Ottmer (de) reprend les esquisses de Schinkel et y apporte des modifications importantes. La salle de concert ne se trouve plus au rez-de-chaussée mais au premier étage.
La construction débute en mai 1825 proche du fossé de l'enceinte de la ville. Le niveau élevé de la nappe phréatique rend difficile les travaux de terrassement. Un sous-sol provisoire doit être creusé afin de réaliser la cave. Le gros-œuvre, qui est achevé le 25 novembre 1826, coûte l'équivalent de l'ensemble des fonds prévus. L'inauguration a finalement lieu le 8 avril 1827. Zelter et l'académie font face à de nombreux problèmes financiers liés au projet de construction de la salle de concert.

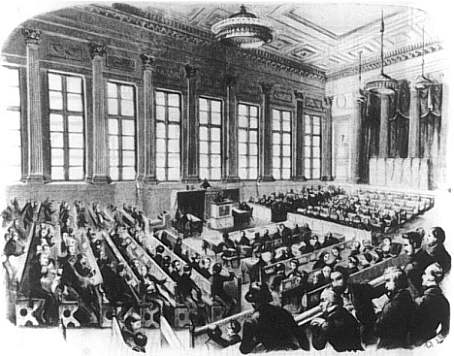
L'assemblée nationale prussienne siège à l'académie de chant en 1848

En 1865, la salle est réorganisée par l'architecte Martin Gropius afin de permettre le placement de spectateurs supplémentaires. L'académie est équipée par la suite d'un orgue.
En 1875, un escalier est construit dans le coin sud-ouest. En 1888, un autre escalier est ajouté, cette fois dans coin nord-ouest, la petite salle est ouverte, la scène est agrandie.

### Utilisations de la salle de concert
La salle est rapidement vantée pour son acoustique. Aussi bien Niccolò Paganini, Franz Liszt, Clara et Robert Schumann, Anton Rubinstein, Johannes Brahms que Richard Strauss y donnent des concerts.
de 1926 à 1943, la salle sert à réaliser l'enregistrement de vinyles notamment pour le label Electrola (de). La Staatskapelle de Berlin dirigé par Leo Blech (de), Erich Kleiber et Otto Klemperer y enregistre ainsi la musique du film Ich bin von Kopf bis Fuß auf Liebe eingestellt de Marlene Dietrich et produit par Universum Film AG. La Telefunken signe un contrat d'exclusivité avec l'académie de chant en 1932 pour l'enregistrement de disques. Le matériel est placé dans le sous-sol du bâtiment. Des centaines de prises ont ainsi lieu. L'orchestre philharmonique de Berlin y joue sous la direction de Wilhelm Furtwängler ou Willem Mengelberg, avec des artistes comme Peter Igelhoff ou Peter Kreuder.
La grande salle est également louée en particulier pour des rencontres scientifiques. Alexander von Humboldt y tient ainsi un cours magistral sur le cosmos, Rudolf Virchow sur Goethe scientifique, Ferdinand von Zeppelin sur la conquête des airs, Ernst Haeckel sur le combat pour le développement de la pensée et sur l'état des connaissances actuelles de l'origine de l'homme, Berthold Auerbach sur Goethe et l'art de raconter, Friedrich Adler sur les villes mondiales dans l'architecture, Heinrich Adolf von Bardeleben (de) sur la théorie des blessures et les nouvelles méthodes de guérison, Alexander Braun sur l'ère glaciaire enfin Ernst Curtius sur l'Acropole d'Athènes.

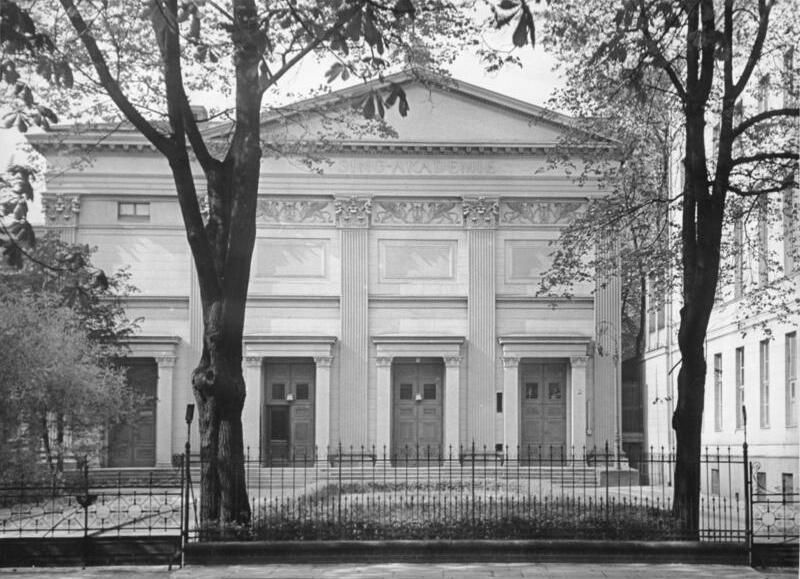
Vue du bâtiment en 1941. Photographie de Martin Gropius

Du 22 mai à septembre 1848, l'assemblée nationale prussienne siège dans le bâtiment de l'académie de chant.
Le 23 novembre 1943, une attaque aérienne endommage fortement l'édifice. La prévoyance du directeur Georg Schumann, qui a fait placer les archives en sécurité, a permis d'éviter leur destruction. Les membres de l'académie déménagent leur répétitions alors à Steglitz dans le Titania-Palast (de).

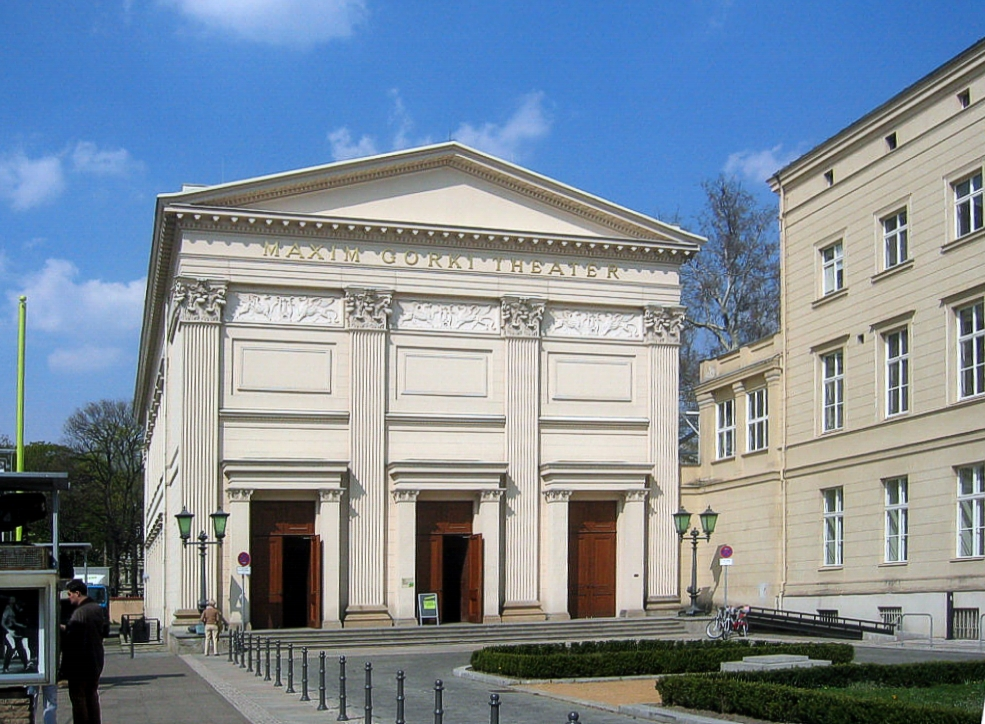
Théâtre Maxime-Gorki

### Expropriation
Le bâtiment de l'académie est réquisitionné après la guerre par les Soviétiques. En 1947, il devient le lieu de représentation théâtrale du palais am Festungsgraben qui est directement adjacent. En 1952, le théâtre Maxime-Gorki y prend ses quartiers.
Au milieu des années 1960, l'administration de la RDA décide de considérer l'association de l'académie de chant comme illégale et l'exproprie. À partir de 1991, l'académie tente de remettre en question cette décision et demande la récupération de son bien. Le tribunal administratif de Berlin donne son verdict le 3 décembre 2004 et tranche en faveur de l'académie de chant. Toutefois, il faut attendre le 7 décembre 2012 pour que la cour fédérale déclare que le terrain et le bâtiment de l'académie de chant sont inséparables et appartiennent sans réserve à l'association de l'académie de chant.

### Autour du bâtiment
En 1891, un buste de Carl Friedrich Christian Fasch sculpté par Fritz Schaper est placé dans le jardin devant la salle de concert pour fêter les cent ans de l'institution. Il est retiré dans les années 1930 puis est donné en 1947 au Märkisches Museum par le directeur de l'académie. En janvier 2011, le monument en l'honneur de Fasch est reconstitué et retrouve sa place. Le buste de bronze de Fritz Schaper est placé sur un socle de granit, reconstitué d'après photo.

## Archives

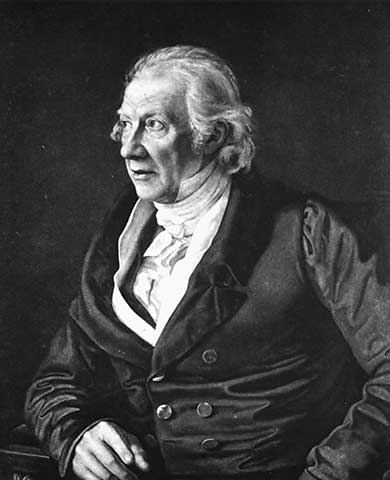
Carl Friedrich Zelter, directeur de 1800 à 1832 et créateur des archives

Carl Friedrich Zelter crée les archives de l'académie de chant. Sous sa direction, celles-ci recueille d'innombrables partitions auprès des chorales de Berlin, des passionnés de musique, dont font aussi partie ses propres membres. Le collectionneur Georg Poelchau notamment en gère l'organisation. En 2004, les archives comptaient 5 170 compositions.
Environ quatre-vingts pour cent d'entre elles sont manuscrites. La collection comprend en particulier des sources essentielles sur le processus de composition des deux fils aînés de Jean-Sébastien Bach : Carl Philipp Emanuel Bach et Wilhelm Friedemann Bach. Ainsi, l'oratorio de Carl Philipp Emanuel y est conservé, tout comme l'Altbachisches Archiv (de), un recueil de compositions appartenant aux ancêtres de Jean-Sébastien Bach. Par ailleurs, les archives regroupent de nombreuses partitions de la chapelle royale de la cour et de la chapelle d'opéra de la cour du temps de Frédéric II de compositeur comme Carl Heinrich Graun, Johann Joachim Quantz, Christoph Schaffrath, Johann Friedrich Agricola ou Georg Philipp Telemann.
En 1943, les partitions sont transportées au château d'Ullersdorf sur initiative du directeur de l'époque, Georg Schumann, afin de les mettre en sécurité. Cette action a permis de les sauver de la destruction lors de l'incendie de l'académie de chant provoqué par un bombardement qui a lieu peu de temps après. Cependant en 1945, les archives ont disparu sans laisser de traces. Le seul indice trouvé par les directeurs de l'académie quelques décennies plus tard, est que les derniers combats dans la région avant la disparition des archives ont été menés par un régiment ukrainien de l'armée rouge.
En 1999, après de longues recherches, Christoph Wolff retrouve la collection à Kiew. Elle se trouvait au musée des archives pour la littérature et l'art d'Ukraine depuis plus de 50 ans et était répertorié comme étant le fonds 441. Elle est alors dans un excellent état de conservation. En guise de remerciement, l'académie de chant de Berlin lègue à l'Ukraine trente-trois compositions, qui sont écrites en langues slaves. Ce retour en Allemagne de la collection constitue un important succès pour la restitution des œuvres d'art spoliées sous le Troisième Reich. De manière symbolique, le président ukrainien Leonid Koutchma remet en 2001 au chancelier fédéral Gerhard Schröder une partition de Bach provenant des archives. Les archives de l'académie de chant sont depuis lors stockées à la Bibliothèque d'État de Berlin.
La restitution des archives est entérinée le 15 mai 2002 dans l'orchestre philharmonique de Berlin par un contrat entre le ministre des Affaires étrangères allemand Joschka Fischer et l'ambassadeur d'Ukraine Anatolij Ponomarenko (de).

## Directeurs
| - 1791–1800: Carl Friedrich Christian Fasch - 1800–1832: Carl Friedrich Zelter | - 1833–1851: Carl Friedrich Rungenhagen - 1853–1876: Eduard Grell - 1876–1900: Martin Blumner (de) | - 1900–1952: Georg Schumann - 1952–1973: Mathieu Lange (de) - 1973–1999: Hans Hilsdorf (de) | - 2002–2006: Joshard Daus (de) - Depuis 2006: Kai-Uwe Jirka (de) (directeur artistique) |  |

## Personnalités

### Membres du chœur
| - August Wilhelm Bach (basse) - Woldemar Bargiel et ses parents - Albert Becker - Johann Friedrich Bellermann (ténor) - Heinrich Bellermann - Ludwig Berger - Otto von Bismarck, futur chancelier impérial (basse) - Johann Wilhelm Bornemann (de) (basse) - Carl von Brühl (basse) et sa femme - Peter Cornelius - Eduard Devrient (basse, membre d'honneur) - Karl Anton Eckert (de) | - Ludwig Erk (de) - Ludwig Fischer - Carl Ludwig Hellwig (ténor) - Gustav Graben-Hoffmann - Fanny Hensel, sœur de Felix Mendelssohn - Friedrich Wilhelm Jähns - Amalie Joachim (Alto, membre d'honneur) - Hermann Kawerau (de) - Bernhard Klein (compositeur) - Christian Gottfried Körner - Theodor Körner - Friedrich Wilhelm Kücken (de) - Franz Kugler | - Hinrich Lichtenstein (basse) - Albert Lortzing (ténor) - Felix Mendelssohn (membre d'honneur à partir de 1828), à un moment 19 membres de sa famille font partie du chœur - Giacomo Meyerbeer (membre d'honneur à partir de 1843) - Anna Milder-Hauptmann (soprano, membre d'honneur) et sa sœur Jeannette - Friedrich Nicolai - Otto Nicolai (basse) - Georg Poelchau (ténor) - Ferdinand von Radziwill - Gustav Reichardt (de) (basse) | - Carl Martin Reinthaler - Carl Gottlieb Reißiger - Friedrich August Reißiger (de) - Carl Ritschl (de) - Ernst Rudorff - Wilhelm Rust - Susanne Schinkel (femme de K. F. Schinkel) - Friedrich Schleiermacher (ténor) et sa femme - Jette Solmar (de) (soprano) - Gaspare Spontini - Julius Stern (ténor) - Wilhelm Taubert (membre d'honneur) - Franz Wüllner |  |

### Mécènes
| - Pastor Heinrich Albertz - Bettina von Arnim - Christian Peter Wilhelm Beuth - Alfred Braun - Adelbert von Chamisso - Johann Gottlieb Fichte | - Johann Wolfgang von Goethe - Georg Wilhelm Friedrich Hegel - Wilhelm von Humboldt - Alexeï Lvov (membre d'honneur en 1841) - Christian Daniel Rauch | - Friedrich von Raumer - Ernst Reuter et sa femme Hanna Reuter - Abbé Fortunato Santini (membre d'honneur en 1837) - Friedrich Schlegel | - Johann Gottfried Schadow - Friedrich von Schiller - Karl Friedrich Schinkel - Clara Schumann - Carl Maria von Weber |  |